# Crucify
«Crucify» — пятый сингл c альбома Little Earthquakes и EP американской певицы, пианистки и автора песен Тори Эймос.

## Видеоклип
Режиссёром видео стала Синди Палмано. В клипе показана Тори Эймос, играющая на фортепиано, её альтер эго, поющая песню и одетая «в стиле Анны Болейн», а также ещё один образ Тори в ванной в мокрой одежде.
Синди Палмано говорит, что Atlantic Records не позволило ей сделать окончание клипа таким, как ей хотелось, но ей понравились кадры в ванной, которые, по её мнению, напоминают фильмы Хичкока. Палмано также была режиссёром клипов Тори Эймос на композиции «Silent All These Years», «Winter», «China» и «Pretty Good Year».
Клип «Crucify» был издан в видеосборниках Тори Эймос Little Earthquakes, Tori Amos: Complete Videos 1991-1998 и Fade to Red: Video Collection.

## Список композиций
В США «Crucify» была издана в виде EP, в который помимо основной композиции вошли ремикс, кавер-версии хитов The Rolling Stones, Nirvana и Led Zeppelin, а также песня «Winter», уже издававшаяся в виде сингла.

### США EP
| №  | Название                                                             | Длительность |
| -- | -------------------------------------------------------------------- | ------------ |
| 1. | «Crucify» (Remix)                                                    | 4:18         |
| 2. | «Winter»                                                             | 5:41         |
| 3. | «Angie» (Мик Джаггер и Кит Ричардс)                                  | 4:25         |
| 4. | «Smells Like Teen Spirit» (Курт Кобейн, Крист Новоселич и Дэйв Грол) | 3:17         |
| 5. | «Thank You» (Роберт Плант и Джимми Пейдж)                            | 3:49         |

### Великобритания, CD
| №  | Название                                                                     | Длительность |
| -- | ---------------------------------------------------------------------------- | ------------ |
| 1. | «Crucify» (Single Edit)                                                      | 4:18         |
| 2. | «Here. In My Head»                                                           | 3:53         |
| 3. | «Mary»                                                                       | 4:27         |
| 4. | «Crucify» (обозначена как LP Версия, но на самом деле - альтернативный микс) | 4:58         |

### Limited EP (Великобритания)
| №  | Название                    | Длительность |
| -- | --------------------------- | ------------ |
| 1. | «Little Earthquakes» (Live) | 6:58         |
| 2. | «Crucify» (Live)            | 5:19         |
| 3. | «Precious Things» (Live)    | 5:03         |
| 4. | «Mother» (Live)             | 6:37         |

## Позиции в чартах
| Чарт (1992)                          | Лучший результат |
| ------------------------------------ | ---------------- |
| Австралия ARIA                       | 83               |
| Великобритания                       | 15               |
| Германия                             | 84               |
| Голландия — Dutch Mega Top 100       | 79               |
| Ирландия                             | 25               |
| Канада                               | 74               |
| США Billboard Hot Modern Rock Tracks | 22               |
| Франция — French SNEP Singles Chart  | 17               |
| Швеция                               | 16               |

## Исполнения композиции

### Живые выступления
Тори Эймос исполнила «Crucify» на шоу Дэвида Леттермана в мае 1992 года и на CBS This Morning 9 сентября 1992 года. Также она сыграла её на шоу Джея Лено The Tonight Show with Jay Leno 13 января 1993 года, а также в эфире MTV и Top of the Pops.

### Более поздние исполнения
В 2003 выпустила сборник Tales of a Librarian, в который вошла Crucify. На поздних концертных выступлениях Тори Эймос исполняет композицию медленнее и в другом ключе, в отличие от оригинальной версии 1992 года; пример современного исполнения можно увидеть на DVD Welcome to Sunny Florida. Кавер-версия композиции исполнялась Шарон ден Адель, вокалисткой симфо-метал-группы «Within Temptation». Кавер-версия композиции также исполнялась французской певицей Нольве́нн Леруа́.